# علي صبار (لاعب شطرنج)
علي صبار هو أستاذ دولي مغربي في الشطرنج. فاز ببطولة المغرب للشطرنج عام 2013، ومثل بلاده في عدد من أولمبياد الشطرنج، بما في ذلك عامي 2004 و2014، ولعب في كأس العالم للشطرنج عام 2013، حيث هزمه سيرجي كارياكين في الجولة الأولى.

## روابط خارجية
- علي صبار على موقع الاتحاد الدولي للشطرنج (الإنجليزية)
- علي صبار على موقع مباريات الشطرنج (الإنجليزية)
- علي صبار على موقع 365Chess.com (الإنجليزية)
- علي صبار على موقع Chesstempo.com (الإنجليزية)
- علي صبار سجل أولمبياد الشطرنج على موقع OlimpBase.org (الإنجليزية)